# Ère Open
 (janvier 2024).
Si vous disposez d'ouvrages ou d'articles de référence ou si vous connaissez des sites web de qualité traitant du thème abordé ici, merci de compléter l'article en donnant les références utiles à sa vérifiabilité et en les liant à la section « Notes et références ».
 (janvier 2024).
L'ère Open désigne en tennis l'ère moderne de ce sport qui débute en 1968.
Elle correspond au début de l'ère des « records du tennis ». C'est la première année où tous les joueurs de tennis, professionnels ou amateurs, sont autorisés à participer aux tournois du Grand Chelem (l'Open d'Australie, Roland-Garros, Wimbledon et l'US Open,) qui, avant cette date, étaient réservés aux amateurs. 
Pendant l'ère Open, les records du nombre de victoires en Grand Chelem sont détenus par : Novak Djokovic chez les hommes, avec 24 titres ; Serena Williams chez les femmes, avec 23 titres.
Rod Laver est le seul tennisman masculin à avoir réalisé un Grand Chelem sur une année, en 1969, tandis que Margaret Smith Court l'a fait pour les femmes en 1970. Steffi Graf est la dernière femme à l'avoir réalisé en 1988, agrémenté cette année-là de sa victoire aux Jeux olympiques de Séoul pour le seul Grand Chelem doré réalisé sur une année.
Andre Agassi, Rafael Nadal, Roger Federer et Novak Djokovic pour les hommes, Martina Navrátilová, Chris Evert, Serena Williams et Maria Sharapova chez les dames, ont pour leur part réalisé le « Grand Chelem en carrière ».

## Histoire de l'ère Open

### Hommes (en simple)

#### 1968-1973: les débuts
En 1968, les tournois du Grand Chelem (1969 pour l’Open d'Australie) deviennent Open, c'est-à-dire qu’ils deviennent ouverts aux professionnels. C’est souvent[évasif] à partir de cette date que débute l’ère moderne du tennis et que les records commencent à être comptabilisés.
Dans les années qui suivent, le tennis se modernise avec l’introduction du tie-break à partir de 1970, la création du Masters la même année et la fin du Challenge Round de la Coupe Davis en 1972. Mais la principale avancée durant cette période est la création en 1972 de l’Association des Tennismen Professionnels (ATP) qui régit dès lors tous les tournois de tennis à travers le monde. En 1973, l’ATP crée le classement ATP qui détermine les têtes de série des tournois, même si ce classement ne sera véritablement fiable qu’à partir de 1990[pourquoi ?].
Les grands joueurs de cette époque sont :
- l’australien Rod Laver, qui réalise en 1969 le deuxième Grand Chelem de sa carrière après celui de 1962 (victoires à l'Open d'Australie, à Roland Garros, à Wimbledon et à l'US Open la même année) ;
- l'australien Ken Rosewall, vainqueur du premier Roland Garros Open en 1968, de l'US Open en 1970 et finaliste à 40 ans de Wimbledon et de l'US Open en 1974 ;
- l'australien John Newcombe, auteur d'un doublé à Wimbledon en 1970 et 1971 ;
- l’américain Stan Smith, qui remporte le premier Masters en 1970, puis l'US Open en 1971 et Wimbledon en 1972 ;
- l'américain Arthur Ashe, vainqueur de tous les Grands Chelems dans sa carrière, excepté Roland Garros (US Open en 1968, Open d'Australie en 1970 et Wimbledon en 1975)
- le roumain Ilie Năstase, vainqueur de l'US Open en 1972 et de Roland Garros en 1973 et premier numéro 1 ATP de l’histoire ;
- le tchécoslovaque Jan Kodeš, vainqueur de Roland-Garros en 1970 et 1971 et de Wimbledon en 1973.

#### 1974-1977: Connors, Borg et Vilas
Le premier grand joueur de l’ère moderne est l’américain Jimmy Connors, qui réalise en 1974 un Petit Chelem en remportant l’Open d'Australie, Wimbledon et l’US Open. Il finit numéro 1 mondial cinq années de suite (il n’est véritablement premier qu’en 1974 et 1976). À seulement 18 ans, le suédois Björn Borg remporte son premier tournoi majeur en 1974. Il prouve sa polyvalence en remportant deux fois Roland-Garros et deux fois Wimbledon. Il atteint un niveau de popularité jamais égalé chez un joueur de tennis. Souvent dans l’ombre des deux précédents joueurs, l’Argentin Guillermo Vilas, spécialiste de la terre battue, connaît son heure de gloire en 1977 en remportant Roland-Garros et l’US Open et en réalisant une incroyable série de 46 victoires consécutives, record encore d’actualité.
L’US Open connaît plusieurs chamboulements avec l’adoption de la terre battue de 1975 à 1977, avant la délocalisation du tournoi sur le dur de Flushing Meadows. Quant à l’Open d’Australie, il se dispute à partir de 1977 en décembre et deux éditions sont donc disputées cette année-là.

#### 1978-1980: domination de Borg et révélation de McEnroe
Cette période correspond à la domination du suédois Björn Borg, qui réalise trois fois de suite le doublé Roland-Garros-Wimbledon, pourtant considéré comme le plus difficile du fait de la différence des surfaces.
On assiste également à l’explosion au plus haut niveau de l’américain John McEnroe, vainqueur de l'US Open en 1979 et 1980, connu aussi bien pour son jeu de service-volée flamboyant que pour ses colères légendaires sur les courts et son manque de fairplay. Borg et lui s’affrontent à quatre reprises en finales de tournois majeurs (McEnroe en remporte trois sur quatre) et disputent un match homérique en finale de Wimbledon 1980 au cours duquel le suédois remporte son 5e Wimbledon consécutif. Après avoir remporté son 11e titre en Grand Chelem à Roland-Garros en 1981, il prend sa retraite à seulement 26 ans.

#### 1981-1984: McEnroe, Connors et Lendl
Cette période est largement dominée par l’américain John McEnroe qui réalise le doublé Wimbledon-US Open en 1981 et en 1984 (plus un titre à Wimbledon en 1983). Il termine l'année 1984 avec un incroyable bilan de 82 victoires pour trois défaites dont la légendaire finale de Roland-Garros qu'il finit par perdre 7-5 au 5e set après avoir outrageusement dominé Ivan Lendl dans les deux premiers sets. Il doit néanmoins subir la loi de l’américain Jimmy Connors, qui fait un retour fracassant au plus haut niveau en 1982 en remportant coup sur coup Wimbledon et l’US Open. Il remporte son 8e et dernier tournoi majeur et son 5e US Open en 1983. À noter que les relations entre les deux américains étaient exécrables. On assiste également aux débuts au plus haut niveau du Tchécoslovaque Ivan Lendl qui, après avoir échoué lors de ses quatre premières finales en Grand Chelem (il devient numéro 1 mondial début 1983 sans en avoir remporté un seul), remporte son 1er titre majeur à Roland-Garros en remontant un déficit de 2 sets à 0 face à McEnroe.
C’est en 1983 que l’Open d'Australie devient véritablement un tournoi du Grand Chelem avec la victoire de Mats Wilander sur Ivan Lendl. Jusqu’à lors, les ténors du circuit boudaient le tournoi australien, trop loin et disputé durant les vacances des joueurs.

#### 1985-1987: domination de Lendl
Cette période correspond à la domination du tchécoslovaque Ivan Lendl, qui finit chaque année numéro 1 mondial et réalise le doublé Roland-Garros-US Open deux fois de suite. Il atteint la finale des Masters neuf fois de suite entre 1980 et 1988 et en gagne cinq, ainsi que la finale de l’US Open huit fois de suite entre 1982 et 1989 et en gagne trois. Il finit chaque année numéro 1 mondial. Le seul à contester cette hégémonie est le suédois Mats Wilander, qui bat Lendl en finale de Roland-Garros en 1985 mais qui s’incline deux fois en finale face à lui en 1987 (Roland-Garros et US Open).
À noter qu’il n’y a pas d’édition de l’Open d'Australie en 1986 à la suite du déplacement du tournoi au mois de janvier.

#### 1988-1992: Becker, Edberg et Wilander
Le suédois Mats Wilander réalise une incroyable saison 1988 avec un Petit Chelem (Open d'Australie, Roland-Garros, US Open). Ivan Lendl remporte ses deux derniers tournois majeurs en Australie et parvient à se maintenir de nombreuses semaines à la première place du classement.
Cette période est marquée par la rivalité entre le suédois Stefan Edberg et l’allemand Boris Becker qui s’affrontent trois fois de suite en finale de Wimbledon, entre 1988 et 1990. Les deux joueurs remportent chacun six titres en Grand Chelem entre 1985 et 1992 (le 6e en 1996 pour Becker). 
L’américain Jim Courier marque de son empreinte une période courte mais prolifique de trois années de 1991 à 1993 avec quatre titres en Grand Chelem ainsi que trois finales, deux finales du masters et la place de numéro 1 pendant quelques semaines.
On assiste également aux débuts de l’américain Pete Sampras, vainqueur de l’US Open 1990 et de son compatriote Andre Agassi qui, après trois défaites en finales de Grand Chelem, remporte Wimbledon 1992.
L’Open d’Australie est délocalisé sur les courts en dur de Melbourne Park en 1988, les joueurs du top 10 commencent à venir au complet, jusqu'à l'année 1995 où André Agassi participe pour la première fois. Le circuit ATP connait une véritable révolution en 1990 avec la création des Championship Series (les futurs Masters 1000). Le classement ATP devient indiscutable.

#### 1993-1998: domination de Sampras et Agassi
L'américain Pete Sampras finit chaque année à la 1re place mondiale. Il remporte 14 titres majeurs entre 1990 et 2002 dont dix durant cette période. Il remporte sept Wimbledon entre 1993 et 2000. Il réalise deux fois le doublé Wimbledon-US Open (1993 et 1995) et deux fois le doublé Open d'Australie-Wimbledon (1994 et 1997). Il remporte également cinq Masters entre 1991 et 1999. Son plus grand rival est son compatriote Andre Agassi, qui lui dispute la 1re place mondiale tout au long de l’année 1995. Parmi les autres grands joueurs de l'époque, on peut notamment citer l'américain Michael Chang, vainqueur de Roland-Garros en 1989 à seulement 17 ans, mais aussi l'espagnol Sergi Bruguera et l'australien Patrick Rafter, vainqueur de respectivement deux Roland-Garros (1993 et 1994) et de deux US Open (1997 et 1998).

#### 1999-2003: Hewitt et Kuerten
Cette période correspond au déclin de l’américain Pete Sampras, qui remporte ses trois derniers titres majeurs. Le circuit se cherche alors un nouveau maître. Andre Agassi réalise un incroyable retour en 1999 en remportant Roland-Garros, devenant ainsi le 1er joueur de l’ère Open à réaliser le Grand Chelem en carrière. Il remporte quatre autres titres majeurs dont trois en Australie. Il devient en 2003 le plus vieux numéro 1 mondial de l’histoire à 33 ans. Parmi les prétendants au titre de successeur de Sampras, on peut citer le brésilien Gustavo Kuerten, vainqueur de trois Roland-Garros entre 1997 et 2001 ; l’australien Lleyton Hewitt, meilleur joueur des saisons 2001 et 2002, qui devient, à 20 ans le plus jeune numéro 1 mondial de l’histoire ; ou encore le russe Marat Safin vainqueur de l'US Open en 2000 et plus tard de l'Open d'Australie en 2005. Le suisse Roger Federer remporte son 1er titre majeur à Wimbledon en 2003.

#### 2004-2007: domination de Federer
Durant cette période, le circuit subit la domination écrasante du suisse Roger Federer, numéro 1 mondial durant 237 semaines consécutives, qui constitue record. Il remporte 12 tournois du Grand Chelem, dont cinq Wimbledon consécutifs entre 2003 et 2007 et cinq US Open consécutifs entre 2004 et 2008. Il réalise trois Petits Chelems en 2004, 2006 et 2007 et remporte quatre Masters entre 2003 et 2007. En 2005, il finit l’année avec un bilan de 81 victoires pour 4 défaites et réalise une série de 41 victoires consécutives entre 2006 et 2007.
Le seul à contester cette hégémonie est l’espagnol Rafael Nadal qui remporte quatre Roland-Garros consécutifs, battant Federer trois fois en finale et remportant son premier titre majeur à seulement 19 ans. Il réalise une incroyable série de 81 victoires consécutives sur terre battue. Lui et Federer s’affrontent trois fois de suite en finale de Roland-Garros et de Wimbledon entre 2006 et 2008.

#### 2008-2010: Federer contre Nadal
En 2008, l’espagnol Rafael Nadal réalise le doublé Roland-Garros-Wimbledon en battant le suisse Roger Federer à Londres au terme d’un match d’anthologie. Federer cède sa 1re place mondiale à l’espagnol après 237 semaines consécutives de domination sans partage du circuit mondial.
En 2009, c’est au tour du suisse de réaliser le fameux doublé Roland-Garros-Wimbledon. Ces deux nouveaux titres lui permettent de dépasser le record de 14 titres en Grand Chelem de Pete Sampras et de récupérer la place de numéro 1 mondial.
En 2010, Rafael Nadal réalise un exploit avec un Petit Chelem grâce à ses trois sacres consécutifs à Roland-Garros, Wimbledon et à l’US Open. Il redevient numéro 1 mondial et accomplit lui aussi un Grand Chelem en carrière alors que Federer remporte son 16e titre majeur et son 5e Masters.

#### 2011-2023: Domination de Novak Djokovic
Novak Djokovic conteste sept ans de domination du duo Federer-Nadal. De l'Open d'Australie 2011 à Roland-Garros 2016, il remporte 11 des 22 tournois du Grand Chelem. Il connaît ensuite une disette de deux ans, puis s'adjuge 12 des 21 Grand Chelem suivants, poussant le record à 24 unités.
Sa saison 2015 (trois titres du Grand Chelem, six Masters 1000 et le Masters) est considérée comme une des meilleures de l'histoire de l'ATP, avec celle de Federer en 2006.
Entre 2015 et 2016, il réalise le Grand Chelem à cheval sur deux saisons et devient le premier tennisman à détenir simultanément les quatre titres majeurs depuis Rod Laver en 1969. En 2019, il est désigné joueur de la décennie.
Il détient le record de 428 semaines à la tête du classement ATP, de sept saisons terminées à la place de no 1, ainsi que celui des gains en tournois.
Sur cette période, seuls Andy Murray (2012), Stanislas Wawrinka (2014), Marin Čilić (2014), Dominic Thiem (2020), Daniil Medvedev (2021) et Carlos Alcaraz (2022) ont réussi à être de nouveaux vainqueurs en Grand Chelem.

#### Depuis 2023: émergence d'Alcaraz et Sinner
Grâce à cinq titres remportés en 2022 (dont l'US Open) et six autres titres en 2023 (dont Wimbledon), l'espagnol Carlos Alcaraz atteint à plusieurs reprises la place de numéro 1 mondial à l'ATP. 
L'italien Jannik Sinner monte en puissance à partir de 2024, et s'adjuge les deux tournois du Grand Chelem sur dur (Open d'Australie et US Open), pour un total de huit titres cette année-là. Alcaraz remporte quant à lui les deux tournois européens (Roland-Garros et Wimbledon), en plus du master 1000 d'Indian Wells. En 2024, et pour la première fois depuis 2002, aucun membre du Big Three ne remporte de titre du Grand Chelem. Novak Djokovic remporte un seul titre, le seul majeur qu'il lui manquait : les Jeux olympiques. Dès juin 2024, le serbe cède sa place de numéro 1 mondial à Sinner. Ce dernier entame l'année 2025 avec une victoire en Grand Chelem à Melbourne.

### Dames (en simple)

#### 1968-1973: Court contre King
Comme pour le tennis masculin, les éditions féminines des tournois du Grand Chelem deviennent Open en 1968 (1969 pour l’Open d'Australie). Peu à peu, le tennis féminin se modernise avec la création d’un premier circuit par la marque de cigarette Virginia Slims en 1970 puis la création par les joueuses de la Women’s Tennis Association (WTA) en 1973 qui, à l’image de son équivalent masculin, l’ATP, régira le circuit féminin. Les Masters sont créés en 1971.
Durant cette période, c’est l’australienne Margaret Smith Court et l’américaine Billie Jean King qui dominent alternativement le circuit. Après avoir déjà remporté 13 titres majeurs chez les amateurs, Margaret Court en remporte 11 autres chez les professionnels, réalisant deux Petit Chelem (3 titres sur 4 la même année calendaire) en 1969 et en 1973 et un Grand Chelem en 1970, remportant ainsi six tournois du Grand Chelem consécutifs entre l’US Open 1969 et l’Open d'Australie 1971 et trois victoires consécutives en Australie. Elle termine sa carrière avec un palmarès de 24 titres majeurs, un record. Billie Jean King, l’une des premières stars du tennis féminin, remporte quant à elle sept nouveaux titres majeurs en plus de ses trois victoires en amateur. Elle réalise un Petit Chelem en 1972.

#### 1974-1977: domination d’Evert
Cette période est marquée par la domination de l’américaine Chris Evert. 1re grande star, pour beaucoup, du tennis féminin, elle devient le 1er numéro 1 du tout nouveau classement WTA, créé en 1975 à l’image du classement ATP et finit chaque année numéro 1 mondial. Elle remporte sept tournois du Grand Chelem dont trois US Open consécutifs. Les seules à contester son hégémonie sont l’australienne Evonne Goolagong, qui remporte trois Open d'Australie consécutifs et bat deux fois Evert en Grand Chelem ; et l’américaine Billie Jean King, qui remporte ses deux derniers titres en Grand Chelem et met fin à sa carrière avec 12 titres majeurs.  

#### 1978-1982: Evert contre Navrátilová
L’américaine Chris Evert se trouve une rivale en la personne de Martina Navrátilová, tchécoslovaque devenue américaine en 1981. Cette dernière remporte cinq titres majeurs dont trois Wimbledon et finit l’année numéro 1 en 1978, 1979 et 1982. Mais Evert reprend le dessus en 1980 et 1981 et remporte sept titres majeurs. Les deux joueuses s’affrontent cinq fois en finale de Grand Chelem durant cette période, Navratilova remporte quatre de ces finales.

#### 1983-1986: domination de Navratilova
L’américaine Martina Navrátilová prend définitivement le dessus sur Chris Evert à partir de 1983 et la bat six fois en huit finales de Grand Chelem, seul Roland-Garros lui résiste. Elle remporte douze titres majeurs dont six Wimbledon consécutifs et six tournois du Grand Chelem consécutifs entre 1983 et 1984, battant Evert trois fois de suite en finale en 1984. Elle finit chaque année numéro 1 mondial. L’américaine Chris Evert remporte ses quatre derniers titres majeurs dont trois à Roland-Garros, qu’elle a remporté sept fois et termine sa carrière avec 18 titres en Grand Chelem.

#### 1987-1996: domination de Graf et Seles
Cette période correspond à la domination de l’allemande Steffi Graf qui remporte 21 titres majeurs en réalisant un Grand Chelem en 1988 et quatre Petit Chelems en 1989, 1993, 1995 et 1996. De 1988 à 1990, elle remporte huit tournois du Grand Chelem sur neuf possibles, dont cinq consécutifs. Elle remporte trois Open d'Australie et trois Wimbledon consécutifs et bat quatre fois Martina Navrátilová en finale.
Elle finit numéro 1 mondial chaque année sauf en 1991 et 1992, années marquées par la domination de la yougoslave Monica Seles. Cette dernière remporte huit titres majeurs en moins de trois ans dont trois Open d'Australie et trois Roland-Garros consécutifs en réalisant deux Petit Chelem en 1991 et 1992 et tout cela avant son 20e anniversaire. Elle affronte quatre fois Graf en finales de Grand Chelem pour trois victoires. Mais en avril 1993, sa carrière est tragiquement brisée lorsqu’elle est poignardée en plein match par un déséquilibré. En 1996, elle remporte son 9e et dernier titre majeur en Australie.
Les autres grandes championnes de l’époque sont l’américaine Martina Navratilova, qui remporte ses trois derniers titres majeurs entre 1987 et 1990, battant deux fois Graf en finale et terminant sa carrière avec 18 titres majeurs (comme sa rivale Chris Evert), et l’espagnole Arantxa Sánchez Vicario, qui remporte quatre tournois du Grand Chelem, affrontant sept fois Graf en finale pour seulement deux victoires.

#### 1997-2001: Hingis, Davenport, Capriati et Venus Williams
Cette époque est marquée par le déclin brutal de Steffi Graf qui remporte son 22e et dernier titre majeur (record de l’ère Open) à Roland-Garros en 1999. Mais le circuit WTA se trouve une nouvelle championne en la personne de la suissesse Martina Hingis qui devient à 16 ans le plus jeune numéro 1 mondial de l’Histoire. Numéro 1 en 1997, 1999 et 2000, elle remporte cinq titres en Grand Chelem et réalise un Petit Chelem en 1997.
Sa domination est cependant contestée par trois américaines : Lindsay Davenport, numéro 1 en 1998 et 2001 et vainqueur de trois titres majeurs ; Venus Williams, qui réalise le doublé Wimbledon-US Open en 2000 et 2001 ; Jennifer Capriati qui, après dix ans de carrière, remporte enfin un tournoi du Grand Chelem avec un doublé Open d'Australie-Roland-Garros en 2001.  

#### 2002-2005: Henin, Serena Williams et Davenport
En 2002-2003, Serena Williams, la sœur de Venus, réussit l’incroyable exploit de remporter les quatre titres majeurs consécutivement, remportant en tout cinq tournois du Grand Chelem sur six disputés. C’est la belge Justine Henin qui met fin à cette hégémonie en remportant quatre titres en Grand Chelem en deux ans dont deux en 2003.
Il n’existe cependant pas de vraie rivalité entre les deux joueuses, qui ne s’affrontent pas une seule fois en finale de Grand Chelem. Serena bat cinq fois sa sœur Venus en finale lors de ses cinq victoires de 2002-2003 et Henin domine sa compatriote Kim Clijsters lors de trois finales majeures.
Alors que Serena est numéro 1 en 2002 et Henin en 2003, c’est Lindsay Davenport qui trône au sommet du classement WTA en 2004 et 2005, bien qu’elle n’ait remporté aucun tournoi du Grand Chelem durant cette période.

#### 2005-2008: domination de Henin
Alors que les sœurs Williams sont de plus en plus irrégulières avec deux titres en Australie pour Serena et deux titres à Wimbledon pour Venus en 2005 et 2007, la belge Justine Henin devient la nouvelle patronne du tennis mondial. Elle remporte quatre titres majeurs dont trois Roland-Garros consécutifs et finit les années 2006 et 2007 numéro 1 mondial.
La seule à rivaliser avec Henin est la Française Amélie Mauresmo qui lui conteste la 1re place mondiale tout au long de la saison 2006 en remportant l'Open d'Australie et Wimbledon, ses deux seuls titres majeurs. Après quatre échecs en finale, Kim Clijsters remporte son premier titre du Grand Chelem à l’US Open 2005.  

#### 2008-2015: domination de Serena Williams
Cette époque est marquée par la domination de l’américaine Serena Williams. En effet, après le retrait du tennis de la numéro 1 mondial Justine Henin en 2008, qui met fin à sa carrière avec un palmarès de sept titres majeurs, c’est elle qui impose sa mainmise sur le circuit WTA. Elle remporte neuf titres du Grand Chelem, dont trois Wimbledon et trois US Open consécutifs.
En 2015, victorieuse de l'Open d'Australie, de Roland-Garros et de Wimbledon la même année, Williams, à 33 ans, est en lice pour réaliser le quatrième Grand Chelem de l'histoire du tennis féminin, le premier depuis 1988. En demi-finale de l'US Open elle est largement favorite puisqu'elle ne s'est plus inclinée à Flushing Meadows depuis la finale 2011 perdue contre l'Australienne Samantha Stosur, cependant elle s'incline devant la 43e mondiale âgée de 32 ans Roberta Vinci et manque donc de très peu le Grand Chelem, alors qu'elle n'avait plus perdu de finale dans un tournoi du Grand Chelem depuis son élimination au 3e tour de Wimbledon en 2014 par la Française Alizé Cornet. Serena Williams réalise toutefois son deuxième Grand Chelem sur deux saisons après celui de 2002-2003 puisqu'elle gagne les quatre Majeurs à la suite, de l'US Open 2014 à Wimbledon 2015. On parle dès lors de « Serena Slam ». 
Parmi les autres grandes joueuses de l'époque, on compte Jelena Jankovic, numéro 1 en 2008 sans remporter aucun titre en Grand Chelem ; Caroline Wozniacki, numéro 1 en 2010 et 2011 (années où Serena fut blessée), elle aussi sans remporter de titre majeur ; Victoria Azarenka, numéro 1 en 2012, gagnante de deux Open d'Australie consécutifs et perdante de deux finales consécutives à l'US Open contre Serena ; Kim Clijsters, qui a remporté deux US Open consécutifs avant de prendre sa retraite ; Maria Sharapova, qui a conclu un Grand Chelem en carrière en remportant deux titres à Roland-Garros.

#### 2016-2019: à la recherche d'une grande championne
Cette époque est marquée par le déclin de Serena Williams, qui remporte ses deux derniers titres en Grand Chelem à Wimbledon 2016 et à l'Open d'Australie 2017, portant son palmarès à 23 titres majeurs, le record de l'ère Open. Après avoir interrompu sa carrière pour donner naissance à sa fille, elle revient à la compétition, mais échoue quatre fois en finales en 2018 et 2019.
Depuis, aucune autre joueuse n'a réussi à dominer le circuit de manière continue. Parmi les grandes championnes de cette époque, on compte :
- Angelique Kerber, numéro 1 mondiale en 2016, trois titres majeurs,
- Garbine Muguruza, deux titres majeurs entre 2016 et 2017,
- Simona Halep, numéro 1 mondiale en 2017 et 2018, deux titres majeurs,
- Naomi Osaka, quatre titres majeurs entre 2018 et 2021.

#### 2019-2022: domination de Barty
À partir de 2019, la joueuse australienne Ashleigh Barty entame sa domination sur le tennis féminin en simple. Elle remporte quatre tournois WTA, dont un premier titre en Grand Chelem à Roland Garros qui lui permet d'atteindre la place de numéro 1 mondiale. L'année suivante est marquée par la pandémie de Covid-19, qui bouscule le calendrier de la WTA. Malgré un seul titre à Adélaïde en janvier 2020, Barty maintient sa première place au classement. L'année 2021 est plus prolifique pour l'australienne, avec cinq titres dont un en Grand Chelem (Wimbledon). Barty entame l'année 2022 avec deux titres consécutifs « à domicile », à Adélaïde d'abord, puis à l'Open d'Australie. Le 23 mars 2022, la joueuse annonce sa retraite sportive. Elle est la seconde joueuse, après Justine Henin, à prendre se retraite alors qu'elle occupe la place de numéro 1 mondiale. Outre la pandémie du Covid-19, la domination de Barty s'explique également par le manque de concurrence « solide » de ses principales rivales, Naomi Osaka et Iga Świątek.

#### Depuis 2022: rivalité entre Świątek et Sabalenka
À la suite du retrait d'Ashleigh Barty, la polonaise Iga Świątek prend la tête du classement mondial. Déjà lauréate à Roland-Garros en 2020, la joueuse remporte pas moins de sept tournois en 2022 (dont deux titres du Grand Chelem à Paris et New York), six tournois en 2023 (dont Roland-Garros) et cinq en 2024 (dont, pour la quatrième fois, Roland-Garros).
Après un début de carrière marqué notamment par deux tournois du Grand Chelem remporté en double, la biélorusse Aryna Sabalenka se concentre sur sa carrière individuelle à partir de 2021. Après deux titres en 2021, elle devient progressivement la principale rivale de Świątek à partir de l'année suivante. Si elle n'atteint que trois finale en 2022, Sabalenka remporte en 2023 l'Open d'Australie, et atteint la finale de l'US Open. 2024 lui sourira plus encore : la biélorusse empoche cinq titres, dont deux en Grand Chelem à Melbourne et à New York. Sabalenka détrône Świątek au classement WTA pendant huit semaines en automne 2023, puis à partir d'octobre 2024. Début 2025, Sabalenka atteint la finale de l'Open d'Australie, mais échoue face à Madison Keys.
Les deux joueuses se rencontrent cinq fois en finale d'un tournoi, entre 2022 et 2024 : Świątek l'emporte à quatre reprises. En 2025 la Polonaise semble sur le déclin – elle n’a plus joué de finales du Grand Chelem depuis Rolland-Garros 2024 – mais à Wimbledon, sur une surface qui ne lui a jamais réussi, elle s’impose en battant sèchement l’Américaine Amanda Anisimova, 6-0, 6-0.